# Vindeln
Vindeln er en by i Västerbottens län i Västerbotten i Sverige. Den er administrationsby i Vindelns kommun og i 2010 havde den 2.333 indbyggere. Vindeln ligger 45 kilometer nordvest for Umeå ved floden Vindelälven.